# دیل (گچساران)
دیل روستایی است از توابع بخش مرکزی شهرستان گچساران در استان کهگیلویه و بویراحمد ایران است، روستای دیل از چند پاره ده تشکیل شده که شامل: ده بی بی کریمه، ده مشایخ، ده برج، تیتلک(کوی مطهری)، بنگرون دون(اسلام آباد)، ده تکیه، پای کوه تشکیل شده‌است..

## موقعیت
روستای دیل از توابع بخش مرکزی شهرستان گچساران است که با مختصات جغرافیایی ۵۰ درجه و ۴۶ دقیقه طول شرقی و ۳۰ درجه و ۳۳ دقیقه عرض شمالی، در ۲۷ کیلومتری شمال غربی دو گنبدان و ۱۸۴ کیلومتری یاسوج قرار دارد. این روستا از جنوب به کوه کاردی و از شمال شرقی به کوه ولی گنج محدود می‌شود.ارتفاع روستای دیل از سطح دریا ۸۵۰ متر است.

## بافت اجتماعی
روستای دیل در بویراحمد گرمسیری با بیش از ۲۰۰۰ نفر جمعیت می‌باشد. مردم روستا به زبان لری گویش دیلی صحبت می‌کنند این گویش پر از افعال و جملات پارسی میانه و فارسی دری است.
دیل از لحاظ بافت اجتماعی از سه طایفه به نام ، جلالی، محمد باقری و طایفه مشایخ از ایل بویراحمد تشکیل شده‌است.
حسینعلی رزم آرا حدود ۷۰ سال پیش زبان مردم این روستا را لری و ساکنین آن را از ایل بویراحمد گرمسیری ذکر کرده است که این خود مهری تکذیب برای جریانات قوم گرایی ضد مردم لر است.
روستای دیل دارای دو نماینده در مجلس شورای اسلامی بوده است و مردمی سیاسی دارد.

## آثار تاریخی
از آثار تاریخی این روستا می‌توان به گنبدان گبر در چرزو، تنگ آسیاب، تکیه، قلعه برج، ده بزرگ و قلعه شاه بهمن اشاره کرد.